# Sillago boutani
Sillago boutani là một loài cá biển trong họ cá đục sinh sống ở vùng biển vịnh Bắc Bộ và đông nam Trung Quốc. Chúng sinh sống thành bầy với các loài khác trong chi có bề ngoài giống nhau khiến chúng bị nhầm là loài Sillago sihama, và do đó đặc tính sinh học của chúng ít được biết đến. Loài này được đánh bắt bằng seine net ở Việt Nam và thường được xuất khẩu sang Nhật Bản.